# Sopressa vicentina
La soprèssa vicentina è un salume tipico della provincia di Vicenza e ogni anno si svolgono manifestazioni dedicate ad essa: una delle più famose è la Sagra della sopressa di Valli del Pasubio.
La sopressa è un salume tipico della tradizione culinaria veneta e per questo motivo ne esistono di varie tipologie (come ad esempio la sopressa trevigiana o la sopressa veronese): è doveroso quindi specificare che la sopressa vicentina è stata la prima ad ottenere l'importante certificazione D.O.P (Denominazione di Origine Protetta); inoltre nel sito della Regione Veneto è possibile visualizzare il disciplinare di produzione di questo prodotto (suddiviso in otto articoli).
Per proteggere la sopressa vicentina da facili contraffazioni e per una maggior tutela del consumatore è sorto il "Consorzio di Tutela della Soprèssa Vicentina D.O.P" che raggruppa 4 produttori locali sparsi nel territorio vicentino.

## Come si produce
La sopressa vicentina D.O.P. è realizzata secondo il disciplinare produttivo, approvato dal Ministero delle politiche agricole alimentari e forestali e dall'Unione europea con il Reg. 492 del 2003. La lavorazione per ottenere questo prodotto si suddivide in 6 fasi e ognuna di queste è fondamentale al fine di ottenere il gusto caratteristico di questo salume: sezionamento e disosso, macinatura, insaccatura, legatura, asciugatura ed infine la stagionatura.
La tradizione di uccidere e insaccare il maiale (copare e far su el mas'cio in dialetto) nei mesi freddi dell'anno (ovvero da fine novembre a fine febbraio circa) continua a sopravvivere grazie alle moderne tecnologie: i salumifici lavorano la carne in ambienti in cui si ricreano per tutto il periodo dell'anno le condizioni climatiche in cui si soleva macellare il maiale e allo stesso modo la stagionatura avviene in ambienti in cui vengono costantemente ricreate le condizioni ottimali per la stagionatura del prodotto.
La soprèssa si ottiene insaccando in budelli di origine bovina (in dialetto quelli più grandi sono chiamati maneghe , che significa maniche, mentre quelli di dimensioni più piccole sono detti cornète) le migliori carni del maiale: spalla, coppa, lombo (o lonza), pancetta, grasso di gola e coscia. La coscia (che come è ben noto è destinata solitamente alla produzione del prosciutto) conferisce un'importante nota di pregio e di qualità al prodotto. Questo miscuglio di carni macinate viene poi miscelato a sale, pepe e a una miscela di spezie varie detto consa.
La sopressa è caratterizzata da un buon equilibrio fra parti magre e grasse, da un impasto morbido grazie alla macinatura a freddo della carne (con una grana compresa fra 6 e 7 mm) e da una stagionatura che varia da un minimo di 2 mesi fino ad oltre 6 mesi la quale dipende dalle dimensioni del prodotto (ad esempio una sopressa tra 1 e 1,5 kg ha bisogno di almeno 60 giorni di stagionatura).
Il prodotto che si otterrà al termine della lavorazione (stagionatura compresa) è un salume di forma cilindrica e leggermente curvo, di color grigio chiaro e di massa compresa solitamente tra 1 e 3 kg.

## Piatti principali
Come già affermato in precedenza questo salume è una colonna portante della tradizione culinaria veneta: per questa ragione esiste una notevole varietà di piatti che utilizzano tale prodotto. Ciononostante ancora oggi "polenta (poenta), funghi e soprèssa" (in particolar modo la polenta fatta con il Mais Marano macinato finemente)  e "pane e sopressa" (pan e sopressa) sono i piatti maggiormente noti. Per gustarla al meglio, infine, si consiglia di bere un bicchiere di vino rosso.

## Testimonianze storiche
La sopressa vicentina è uno dei prodotti cardine della tradizione culinaria veneta, tanto che si hanno molteplici testimonianze riguardo alla sua esistenza che risalgono ormai a molti secoli fa: una tra le più significative risale al 1577, anno in cui il pittore bassanese Jacopo da Bassano realizzò il dipinto intitolato Cristo in casa di Marta Maria e Lazzaro in cui si vede una persona che si accinge a tagliare un insaccato molto simile alla sopressa di forma cilindrica con gli inconfondibili pallini rossi e bianchi.